# Parco faunistico Valcorba
Il Parco Faunistico Valcorba è un moderno giardino zoologico situato a Pozzonovo, nella provincia di Padova.
Nato "dalle ceneri" del vecchio Zoo del Monte Lonzina con l'intento di creare un nuovo ambiente ampio e spazioso per i suoi animali, nel 1990 il parco ha cominciato i suoi lavori di ricostruzione, riaprendo i cancelli nel 2000. L'area si estende su una superficie di circa 200.000,00 m², ombreggiata da circa 22000 piante ed ospita animali di oltre 70 specie, tra le quali specie uniche tra gli zoo italiani. È stato progettato per la protezione delle specie a rischio di estinzione e ospita animali provenienti da altre strutture zoologiche europee EAZA in exhibit che riproducono gli habitat di origine delle specie.
Il parco è membro UIZA (Unione Italiana Zoo e Acquari), inoltre da ottobre 2018 è membro dell'EAZA, e in quanto tale supporta la conservazione delle specie ex situ e in situ, sostenendo anche diversi progetti di conservazione.

## Animali del parco

### Mammiferi
- Addax
- Antilope cervicapra
- Cammello della Battriana
- Caracal
- Cebo dai cornetti
- Cercopiteco grigio-verde
- Damalisco dalla fronte bianca
- Dik-dik di Kirk
- Gatto di Geoffroy
- Gatto leopardo dell'Amur
- Gazzella dama
- Ghepardo
- Giraffa di Rothschild
- Gnu striato
- Guereza
- Iena striata
- Ippopotamo comune
- Istrice del Capo
- Kobo lichi
- Lama
- Lemure dalla coda ad anelli
- Lemure vari rosso
- Lemure variegato
- Leontocebo dalla testa dorata
- Leone africano
- Leopardo
- Leopardo della Cina settentrionale
- Mandrillo
- Mangusta gialla
- Nyala
- Orice d'Arabia
- Orice dalle corna a sciabola
- Orice gazzella
- Procione
- Puma
- Serval
- Sitatunga
- Suricato
- Tahr dell'Himalaya
- Tamarino edipo
- Uistitì argentato
- Uistitì dai pennacchi neri
- Uistitì dai pennacchi bianchi
- Wallabia delle paludi
- yak

- Zebra di Grant
- Zibetto africano

### Uccelli
- Ara gialloblù
- Ara aliverdi
- Ara scarlatta
- Ara militare
- Bucorvo abissino
- Caracara crestato
- Cicogna bianca
- Cicogna di Abdim
- Cigno nero
- Cigno reale
- Ecletto
- Emù
- Fenicottero maggiore
- Fenicottero minore
- Gru blu
- Gru coronata grigia
- Gru della Manciuria
- Gru nucabianca
- Gufo dagli occhiali
- Hocco dall'elmo
- Ibis eremita
- Ibis rosso
- Ibis sacro
- Marabù africano
- Mitteria del Senegal
- Nandù comune
- Pellicano rosa
- Poiana di Harris
- Seriama crestato
- Struzzo
- Turaco verde
- Turaco violetto

### Rettili
- Testuggine di Hermann